# Аја Мијама
Аја Мијама (јап. 宮間 あや; 28. јануар 1985) бивша је јапанска фудбалерка.

## Репрезентација
За репрезентацију Јапана дебитовала је 2003. године. Са репрезентацијом Јапана наступала је на 2 Олимпијским играма (2008. и 2012) и 4 Светска првенства (2003., 2007., 2011. и 2015). За тај тим одиграла је 162 утакмице и постигла је 38 голова.

## Статистика
| Јапан  | Јапан | Јапан |
| Год.   | Ута.  | Гол.  |
| ------ | ----- | ----- |
| 2003   | 6     | 2     |
| 2004   | 1     | 2     |
| 2005   | 9     | 2     |
| 2006   | 17    | 3     |
| 2007   | 17    | 6     |
| 2008   | 18    | 4     |
| 2009   | 1     | 1     |
| 2010   | 17    | 2     |
| 2011   | 18    | 4     |
| 2012   | 16    | 3     |
| 2013   | 7     | 1     |
| 2014   | 17    | 4     |
| 2015   | 13    | 4     |
| 2016   | 5     | 0     |
| Укупно | 162   | 38    |